# Cầu Nhuận Dương

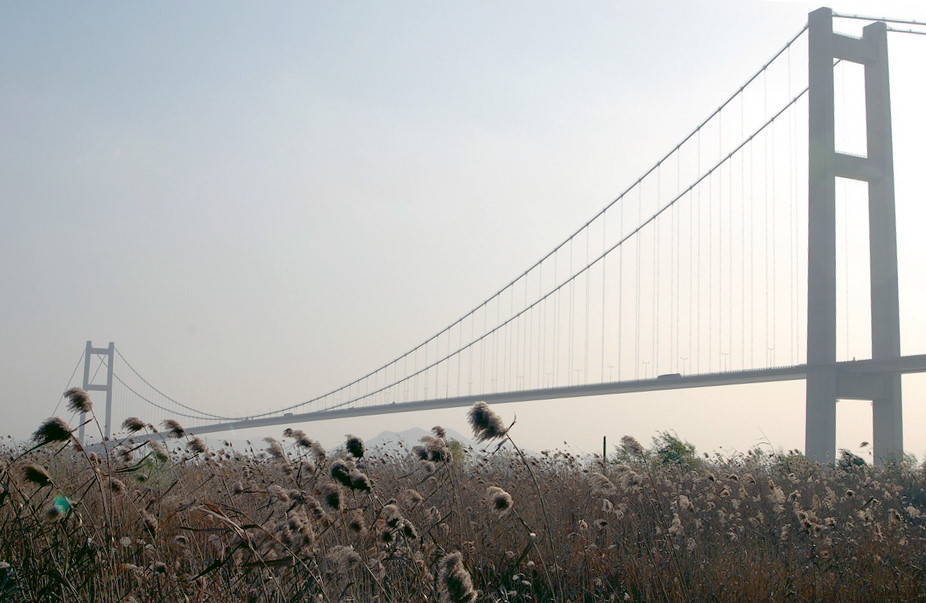
Nhịp chính dài nhất, 1,490 m

Cầu Nhuận Dương Trường Giang (tiếng Trung giản thể: 润扬长江大桥; phồn thể: 潤揚長江大橋; Hán Việt: Trường Giang Nhuận Dương đại kiều) là một cầu bắc qua sông Trường Giang, Cộng hòa Nhân dân Trung Hoa. Cầu này dài 35.660 m, có nhịp dài nhất là 1.490 m. Cầu này được hoàn thành năm 2005. Cầu nằm tại tỉnh Giang Tô, hạ lưu Nam Kinh.